# Rose Marie (attrice)
Rose Marie, nome vero di Rose Marie Mazzetta (New York, 15 agosto 1923 – Van Nuys, 28 dicembre 2017), è stata un'attrice e doppiatrice statunitense.

## Riconoscimenti
- Young Hollywood Hall of Fame (1930's)

## Autobiografia
- Rose Marie, Hold the Roses (2003)

## Filmografia

### Cinema
- Rambling 'Round Radio Row #3 (1933) - cortometraggio
- International House (1933)
- Sea Sore (1934) - cortometraggio
- Top Banana (1954)
- The Big Beat (1958)
- Don't Worry, We'll Think of a Title (1966)
- Alle donne piace ladro (1966)
- Memory of Us (1974)
- The Man from Clover Grove (1974)
- Agenzia divorzi (1980)
- Lunch Wagon (1981)
- Spiritika (1986)
- Sandman (1993)
- Lost & Found (1999)

### Televisione
- The Red Skelton Show – serie TV, 1 episodio (1955)
- Just Off Broadway – film TV (1955)
- Gunsmoke – serie TV, 1 episodio (1957)
- The Adventures of Jim Bowie – serie TV, 1 episodio (1958)
- Il tenente Ballinger (M Squad) – serie TV, 1 episodio (1958)
- The D.A.'s Man – serie TV, 1 episodio (1959)
- The Bob Cummings Show – serie TV, 10 episodi (1958-1959)
- The Dinah Shore Chevy Show – serie TV, 1 episodio (1959)
- The Many Loves of Dobie Gillis – serie TV, 1 episodio (1960)
- My Sister Eileen – serie TV, 24 episodi (1961)
- Valentine's Day – serie TV, 1 episodio (1965)
- The Dick Van Dyke Show – serie TV, 158 episodi (1961-1966)
- Walter of the Jungle – cortometraggio TV (1967)
- Occasional Wife – serie TV, 1 episodio (1967)
- I Monkees (The Monkees) – serie TV, 2 episodi (1966-1967)
- Hey, Landlord – serie TV, 1 episodio (1967)
- Il virginiano (The Virginian) – serie TV, episodio 6x03 (1967)
- The Danny Thomas Hour – serie TV, episodio 1x21 (1968)
- Io e i miei tre figli (My Three Sons) – serie TV, episodio 9x10 (1968)
- Tony e il professore (My Friend Tony) – serie TV, 1 episodio (1969)
- The Doris Day Show – serie TV, 50 episodi (1969)
- Honeymoon Suite – serie TV (1972)
- Adam-12 – serie TV, 2 episodi (1972)
- Petrocelli – serie TV, 1 episodio (1974)
- Kojak – serie TV, episodio 2x23 (1975)
- Get Christie Love! – serie TV, 1 episodio (1975)
- S.W.A.T. – serie TV, 5 episodi (1975)
- Chico and the Man – serie TV, 1 episodio (1976)
- Angeli volanti (Flying High) – serie TV, 1 episodio (1979)
- Love Boat (The Love Boat) – serie TV, 4 episodi (1984)
- New York New York (Cagney & Lacey) – serie TV, 1 episodio (1985)
- Hail to the Chief – serie TV, 2 episodi (1985)
- Brothers – serie TV, 1 episodio (1985)
- Terrore sul ponte di Londra – film TV (1985)
- Mai dire sì (Remington Steele) – serie TV, 1 episodio (1986)
- Duetto (Duet) – serie TV, 1 episodio (1988)
- On the Television – serie TV, 1 episodio (1989)
- Mr. Belvedere – serie TV, 1 episodio (1990)
- Murphy Brown – serie TV, 2 episodi (1991)
- The Man in the Family – serie TV, 1 episodio (1991)
- Scorch – serie TV, 2 episodi (1992)
- Ma che ti passa per la testa? (Herman's Head) – serie TV, 1 episodio (1993)
- Ultraman: The Ultimate Hero – serie TV, 1 episodio (1994)
- Hardball – serie TV, 9 episodi (1994)
- Cagney & Lacey: Together Again – film TV (1995)
- Caroline in the City – serie TV, 2 episodi (1997)
- Wings – serie TV, 1 episodio (1997)
- Susan (Suddenly Susan) – serie TV, 1 episodio (1997)
- The Hughleys – serie TV, 1 episodio (2001)
- Andy Richter Controls the Universe – serie TV, 1 episodio (2003)
- The Dick Van Dyke Show Revisited – film TV (2004)
- Unscripted – serie TV, 1 episodio (2011)